# جوشوا رولينز
جوشوا رولينز (مواليد 23 أبريل 2004) هو لاعب كرة قدم أسترالي يلعب في مركز الظهير الأيمن في نادي برث غلوري.

## وصلات خارجية
- جوشوا رولينز على موقع قاعدة بيانات كرة القدم.إي يو (الإنجليزية)
- جوشوا رولينز على موقع Soccerbase.com (لاعب) (الإنجليزية)
- جوشوا رولينز على موقع Soccerway.com (الإنجليزية)
- جوشوا رولينز على موقع عالم كرة القدم.نت (الإنجليزية)